# Harald Pedersen
Harald Christian Pedersen, född 16 januari 1888 i Strinda (numera Trondheim), död 1945, var en norsk metallurg. Han var bror till arkitekten Sverre Pedersen.
Pedersen blev teknologie doktor vid Tekniska högskolan i Aachen, Tyskland 1912. Han var därefter anställd vid Røros kopparverk till 1916 och anställd vid Norsk aluminium co. till 1920. Han blev 1920 professor i metallurgi vid Norges tekniske høgskole i Trondheim. Han var rektor vid samma högskola 1925-1929. Pedersen utarbetade en uppmärksammad metod för framställning av aluminium ur bauxit med järn som biprodukt. Han invaldes 1925 som utländsk ledamot av svenska Ingenjörsvetenskapsakademien. 